# Плезанция Антиохийская
Плезанция де Пуатье (фр. Plaisance de Poitiers; 1235/1236 — сентябрь 1261) — королева-консорт и регент Кипрского королевства, а также регент (от имени своего сына — Гуго II) Иерусалимского королевства.
Плезанция была дочерью Боэмунда V Антиохийского и Лючиэны ди Кассамо-Сени, родственницы папы Иннокентия III. В 1250 году она вышла замуж за короля Кипра Генриха I, который умер в 1253 году. Новым королём Кипра стал их сын Гуго II, от чьего имени Плезанция стала править в качестве регента. Плезанция вновь вышла замуж — за Балиана Арсуфского, но потом они развелись, и в 1258 году их брак был аннулирован.
Официальным королём Иерусалима в это время был отсутствующий Конрад IV. В 1254 году он умер, и титул перешёл к его сыну Конрадину, также находившемуся в Германии. По праву рождения пост регента принадлежал несовершеннолетнему Гуго II, который являлся следующим в списке наследования и к которому бы перешёл трон в случае, если бы Конрадин не дожил до совершеннолетия. В 1258 году брат Плезанции — Боэмунд VI — привёз Плезанцию и Гуго в Акру и потребовал, чтобы тех признали, соответственно, королём Иерусалима и регентом. С этим согласились Жан Д'Ибелин (граф Яффы и Аскалона), тамплиеры и рыцари Тевтонского ордена, однако госпитальеры и прочие встали в оппозицию, предпочитая признавать титул Иерусалимского короля за отсутствующим Конрадином.
Плезанция скончалась в 1261 году, и регентство над Кипром перешло к Гуго де Пуатье, а регентство над Иерусалимским королевством — к её сводной сестре Изабелле де Лузиньян.